# Limoniscus
Limoniscus — род щелкунов из подсемейства Dendrometrinae.

## Описание
Щелкуны средних размеров, большей части пёстоопушено. Клипеальная область узкая. Усики у самцов и самок пиловидные начиная с четвёртого сегмента. Задний край проплевр с выемкой. Бедренные покрышки задних тазиков сужаются по направлению наружу довольно сильно, не равномерно. Все сегменты лапок без лопастинок.

## Систематика
В составе рода:
- вид: Limoniscus ainu
- вид: Limoniscus amamiensis
- вид: Limoniscus atricolor
- вид: Limoniscus elegans
- вид: Limoniscus hinakurai
- вид: Limoniscus hiramatsui
- вид: Limoniscus hosodai
- вид: Limoniscus imitans
- вид: Limoniscus katoi
- вид: Limoniscus kawaharai
- вид: Limoniscus kraatzi
- вид: Limoniscus limbatipennis
- вид: Limoniscus montivagus
- вид: Limoniscus naomii
- вид: Limoniscus nihonicus
- вид: Limoniscus niponensis
- вид: Limoniscus ogatai
- вид: Limoniscus rufipennis
- вид: Limoniscus rufovittatus
- вид: Limoniscus suturalis
- вид: Limoniscus takabai
- вид: Limoniscus violaceus
- вид: Limoniscus vittatus
- вид: Limoniscus wittmeri
- вид: Limoniscus yamato